# Hitlerkantate
Hitlerkantate ist ein deutsches NS-Melodram aus dem Jahr 2005. Regie führte die Filmemacherin Jutta Brückner, sie schrieb auch das Drehbuch.

## Inhalt
Der Film spielt im Oktober 1938 bis April 1939 in Berlin und in einem Sommerhaus in Finnland. Die Musikstudentin Ursula ist voller Begeisterung vom Führer und will den Komponisten Hanns Broch dabei unterstützen, eine Kantate zu Hitlers 50. Geburtstag zu komponieren. Da ihre Bewerbung abgelehnt wird, hilft ihr Verlobter, Gottlieb Just, nach. Schließlich verfolgt die Reichsmusikkammer ganz eigene Interessen entlang Brochs kommunistischer Gesinnung. Der Komponist möchte ungestört in seinem Sommerhaus in Finnland arbeiten. Gottlieb regelt die Angelegenheit und Ursula darf Broch schließlich doch assistieren. Verschiedene Schlüsselerlebnisse und die bittere Erkenntnis, dass sie wohl nicht zur auserwählten Herrenrasse gehört, lassen Ursulas Enthusiasmus bald verstummen. Sie beschließt, der hübschen jüdischen Schauspielerin Gisela bei deren Flucht vor einer von Gottlieb geleiteten Razzia behilflich zu sein. Die beiden sich sehr ähnelnden Frauen tauschen ihre Identitäten. Als Gottlieb Gisela verhaften will, steht plötzlich Ursula vor ihm – sie schneidet sich die Pulsadern auf, überlebt aber den versuchten Suizid.
Vom Nationalsozialismus geheilt, trifft Ursula schließlich Hanns wieder – er besucht sie zu Hause. Seine Frau Alma hat ihn verlassen, nachdem diese von der stürmischen Affäre ihres Mannes mit Ursula erfuhr. Es ist kurz vor Ausbruch des Zweiten Weltkriegs und zwei Individuen mussten bereits bitter erfahren, wie das NS-Regime in die Privatsphäre der Menschen gewaltsam eingreift.

## Kritiken
„Endlich ein Film über die erotischen Anteile faschistischer Verführung. Ein Film, der nicht schulmeistert, sondern emotionale und intellektuelle Einsichten in die psychischen Dimensionen des Totalitarismus vermittelt. Ein notwendiger Film.“

„Eine Fassbindersche Geschichte von moralischen Kompromissen und in Frage gestellten Idealen im Nazideutschland kurz vor Ausbruch des II. Weltkrieges … Peter Gotthardts Orginalmusik ist ein wichtiges Element. Die Musik treibt die Handlung unterschiedlich voran oder kommentiert sie. Dabei werden die Musikstile dieser Zeit gut getroffen von Kammermusik bis hin zu Schlagern.“

„Hitlerkantate ist einer der notwendigsten Filme über den Faschismus letzthin. Es ist der Film, der uns sagt, dass das Denken in den Bildern noch nicht abgeschafft ist.“

„Oft grandios spröde sind der Schnitt und vor allem die Bilder von Kameramann Thomas Mauch, der sein Handwerk in der Arbeit mit Reitz, Kluge, Herzog gelernt hat. Dieser auch im höheren und hohen Ton souveräne Film gibt keine bündigen Botschaften. Absurdität steht im Raum. Aber wie könnte es anders sein, wenn man den Irrsinn der Nazi-Ideologie angemessen ins Bild setzen will.“

„Mit ihrem Film Hitlerkantate ist der Regisseurin etwas im deutschen Kino sehr Seltenes gelungen: ein Film, der von der Suggestivkraft des Nationalsozialismus erzählt, ohne sich untergründig mit dessen Ästhetik gemein zu machen.“

## Auszeichnungen
Einladungen zu A-Festivals: Tokyo, Moskau, Montréal, Mar del Plata, Batumi (Preis für den besten männlichen Hauptdarsteller an Hilmar Thate)